# Скрябин, Тимофей Георгиевич
Тимофей Георгиевич Скрябин (рум. Timofei Screabin; род. 14 сентября 1967, Бельцы, Молдавская ССР, СССР) — советский и молдавский боксёр, бронзовый призёр Олимпийских игр (1988), серебряный призёр чемпионата Европы (1989), бронзовый призёр Игр доброй воли (1994) и Кубка мира (1998), двукратный чемпион СССР (1989, 1990). Заслуженный мастер спорта СССР. Выпускник Национального института физического воспитания и спорта Молдовы. Сотрудник Национального олимпийского комитета Республики Молдова.

## Любительская карьера
Тимофей Скрябин начал заниматься боксом с 12 лет у бельцкого тренера В. Гешеле. В 1985 году он переехал жить в Кишинёв, где продолжил тренироваться под руководством известного специалиста Александра Скрипника, в сотрудничестве с которым достиг всех своих самых значимых спортивных результатов. Всего на любительском ринге Скрябин провёл около 400 боёв, в 352 из которых одержал победу.

### Чемпионат СССР 1987
Выступал в наилегчайшей весовой категории (до 51 кг). Завоевал бронзовую медаль, проиграв в полуфинале Бейбуту Есжанову.

### Чемпионат СССР 1988
Выступал в наилегчайшей весовой категории (до 51 кг). Завоевал бронзовую медаль, проиграв в полуфинале Альберту Пакееву.

### Олимпийские игры 1988
Выступал в наилегчайшей весовой категории (до 51 кг). В 1/32 финала победил Зекарию Уильямса с Островов Кука. В 1/16 финала победил ирландца Джозефа Лоулора. В 1/8 финала победил пуэрториканца Энди Агосто. В четвертьфинале победил доминиканца Мелуина де Леона. В полуфинале проиграл южнокорейцу Ким Гван Сону.

### Чемпионат СССР 1989
Выступал в легчайшей весовой категории (до 54 кг). В финале победил Фаата Гатина.

### Чемпионат Европы 1989
Выступал в легчайшей весовой категории (до 54 кг). В 1/8 финала победил испанца Оскара Вегу. В четвертьфинале победил венгра Ласло Богнара. В полуфинале победил Дитера Берга из ГДР. В финале проиграл болгарину Серафиму Тодорову.

### Чемпионат мира 1989
Выступал в легчайшей весовой категории (до 54 кг). В 1/16 финала победил марокканца Мохаммеда Ачика. В 1/8 финала проиграл Дитеру Бергу из ГДР.

### Чемпионат СССР 1990
Выступал в легчайшей весовой категории (до 54 кг). В финале победил Альберта Пакеева.

### Чемпионат СССР 1991
Выступал в легчайшей весовой категории (до 54 кг). Завоевал бронзовую медаль.

### Чемпионат мира 1993
Выступал в легчайшей весовой категории (до 54 кг). В 1/8 финала победил узбекистанца Югина Сиддикова. В четвертьфинале проиграл турку Ильхану Гюлеру.

### Чемпионат Европы 1993
Выступал в легчайшей весовой категории (до 54 кг). В 1/8 финала проиграл румыну Клаудиу Кристаке.

### Кубок мира 1994
Выступал в легчайшей весовой категории (до 54 кг). В 1/16 финала победил монгола Ченойдова Даватсерена. В 1/8 финала проиграл болгарину Александру Христову.

### Чемпионат мира 1995
Выступал в легчайшей весовой категории (до 54 кг). В 1/16 финала проиграл казахстанцу Болату Темирову.

### Чемпионат Европы 1996
Выступал в легчайшей весовой категории (до 54 кг). В 1/8 финала проиграл турку Сонеру Караозу.

### Чемпионат мира 1997
Выступал в легчайшей весовой категории (до 54 кг). В 1/16 финала проиграл россиянину Раимкулю Малахбекову.

### Чемпионат Европы 1998
Выступал в легчайшей весовой категории (до 54 кг). В 1-м раунде соревнований победил француза Рашида Буэту. В четвертьфинале проиграл россиянину Раимкулю Малахбекову.

### Кубок мира 1998
Выступал в легчайшей весовой категории (до 54 кг). В четвертьфинале победил тунисца Моэза Земземи. В полуфинале проиграл кубинцу Энрике Карриону.

### Чемпионат Молдовы 2000
Выступал в легчайшей весовой категории (до 54 кг). Стал чемпионом.

## Профессиональная карьера
На профессиональном ринге успехов не добился. Провёл всего два боя, оба проиграл.

## Статистика боёв
В таблице перечислены результаты всех поединков боксёров.
В каждой строке указан результат поединка. Дополнительно номер поединка обозначен цветом, который обозначает итог поединка. Расшифровка обозначений и цветов представлена в нижеследующей таблице.
| Пример | Расшифровка                     |
| ------ | ------------------------------- |
|        | Победа                          |
|        | Ничья                           |
|        | Поражение                       |
|        | Планируемый поединок            |
|        | Поединок признан несостоявшимся |
| КО     | Нокаут                          |
| ТКО    | Технический нокаут              |
| PTS    | Решение судей (по очкам)        |
| UD     | Единогласное решение судей      |
| MD     | Решение большинства судей       |
| SD     | Раздельное решение судей        |
| RTD    | Отказ от продолжения боя        |
| DQ     | Дисквалификация                 |
| NC     | Поединок признан несостоявшимся |

| Бой | Дата        | Соперник                   | Место проведения                                                 | Результат | Примечание |
| --- | ----------- | -------------------------- | ---------------------------------------------------------------- | --------- | ---------- |
| 2   | 21 мая 2004 | Георге Гьомпирика (7-17-0) | Sala Sporturilor, Яссы, Румыния                                  | PTS6 (6)  |            |
| 1   | 9 июня 2001 | Фархад Асланов (0-3-0)     | Sport Palace Yunusabad, Ташкент, Ташкентская область, Узбекистан | UD4 (4)   |            |

## Титулы и достижения
- 1987.  Бронзовый призёр чемпионата СССР в наилегчайшем весе (до 51 кг).
- 1988.  Бронзовый призёр Олимпийских игр в наилегчайшем весе (до 51 кг).
- 1989.  Серебряный призёр чемпионата Европы в легчайшем весе (до 54 кг).
- 1989.  Чемпион СССР в легчайшем весе (до 54 кг).
- 1990.  Чемпион СССР в легчайшем весе (до 54 кг).
- 1991.  Бронзовый призёр чемпионата СССР в легчайшем весе (до 54 кг).
- 2000.  Чемпион Молдовы в легчайшем весе (до 54 кг).